# Jiangxi Open 2024
Il Jiangxi Open 2024 è stato un torneo di tennis giocato sul cemento. È stata l'8ª edizione del torneo che fa parte della categoria WTA 250 nell'ambito del WTA Tour 2024. Si è giocato al Jiujiang Tennis Sports Center di Jiujiang, in Cina, dal 28 ottobre al 3 novembre 2024. Il torneo ha cambiato collocazione da Nanchang, dove si sono disputate tutte le edizioni precedenti.

## Partecipanti

### Teste di serie
| Nazionalità | Giocatrice             | Ranking* | Testa di serie |
| ----------- | ---------------------- | -------- | -------------- |
| Rep. Ceca   | Marie Bouzková         | 47       | 1              |
| Slovacchia  | Rebecca Šramková       | 51       | 2              |
| Giappone    | Moyuka Uchijima        | 57       | 3              |
| Spagna      | Jéssica Bouzas Maneiro | 60       | 4              |
|             | Kamilla Rachimova      | 61       | 5              |
| Paesi Bassi | Arantxa Rus            | 77       | 6              |
| Italia      | Lucia Bronzetti        | 84       | 7              |
| Serbia      | Olga Danilović         | 86       | 8              |
| Ungheria    | Anna Bondár            | 94       | 9              |

- Ranking al 21 ottobre 2024.

### Altre partecipanti
Le seguenti giocatrici hanno ricevuto una wild card per il tabellone principale:
- Zhang Shuai
- Zheng Saisai
- Zheng Wushuang

La seguente giocatrice è entrata in tabellone utilizzando il ranking protetto:
- Zarina Dijas

Le seguenti giocatrici sono passate dalle qualificazioni:

- Liu Fangzhou
- Priska Nugroho
- Mananchaya Sawangkaew
- You Xiaodi

La seguente giocatrice è entrata in tabellone come lucky loser:
- Yao Xinxin

### Ritiri
Prima del torneo
- Irina-Camelia Begu → sostituita da  Zarina Dijas
- Olga Danilović → sostituita da  Yao Xinxin
- Harriet Dart → sostituita da  Tamara Korpatsch
- Jaqueline Cristian → sostituita da  Linda Fruhvirtová
- Brenda Fruhvirtová → sostituita da  Arianne Hartono
- Veronika Kudermetova → sostituita da  Jana Fett
- Magda Linette → sostituita da  Brenda Fruhvirtová
- Arina Rodionova → sostituita da  Wei Sijia
- Katie Volynets → sostituita da  Ella Seidel
- Wang Yafan → sostituita da  Alex Eala

## Partecipanti al doppio

### Teste di serie
| Nazione   | Giocatrice         | Nazione       | Giocatrice    | Ranking* | Seed |
| --------- | ------------------ | ------------- | ------------- | -------- | ---- |
| Rep. Ceca | Marie Bouzková     | Cina          | Zhang Shuai   | 78       | 1    |
| Cina      | Jiang Xinyu        | Taipei cinese | Wu Fang-hsien | 96       | 1    |
| Italia    | Angelica Moratelli | Rep. Ceca     | Anna Sisková  | 148      | 3    |
| Polonia   | Katarzyna Piter    | Ungheria      | Fanny Stollár | 165      | 4    |

* Ranking al 21 ottobre 2024.

### Altre partecipanti
Le seguenti coppie di giocatrici hanno ricevuto una wild card per il tabellone principale:
- Feng Shuo /  Wang Meiling
- Wang Jiaqi /  Zheng Wushuang

## Punti
| Evento    | V   | F   | SF | QF | 2T   | 1T | Q    | Q2   | Q1   |
| Singolare | 250 | 163 | 98 | 54 | 30   | 1  | 18   | 12   | 1    |
| Doppio    | 250 | 163 | 98 | 54 | N.D. | 1  | N.D. | N.D. | N.D. |

## Montepremi
| Evento    | V        | F        | SF       | QF      | 2T      | 1T      | Q2      | Q1      |
| Singolare | 35 250 $ | 20 830 $ | 11 610 $ | 6 608 $ | 4 040 $ | 2 890 $ | 2 140 $ | 1 380 $ |
| Doppio*   | 12 820 $ | 7 210 $  | 4 140 $  | 2 470 $ | N.D.    | 1 900 $ | N.D.    | N.D.    |

*per team

## Campionesse

### Singolare
Viktorija Golubic ha sconfitto in finale  Rebecca Šramková con il punteggio di 6-3, 7-5.
- È il secondo titolo in carriera per Golubic, il primo della stagione.

### Doppio
Guo Hanyu /  Moyuka Uchijima hanno sconfitto in finale  Katarzyna Piter /  Fanny Stollár con il punteggio di 7-6(5), 7-5.